# Калинина, Виктория Александровна
Виктория Александровна Калинина (16 августа 1993, Киров) — российская лыжница, чемпионка России. Мастер спорта России.

## Биография
На внутренних соревнованиях выступала в разное время за Тюменскую область, Сахалинскую область, Республику Коми. Тренер в Тюмени — В. Д. Литвинцев, на Сахалине — Владимир Стрепнёв.
На юниорском уровне становилась победительницей и призёром зимних и летних всероссийских соревнований. Входила в расширенный состав юниорской сборной России.
Участница Европейского юношеского олимпийского фестиваля 2011 года в чешском Либереце, где лучшим результатом стало 17-е место в гонке на 7,5 км.
На чемпионате России завоевала золото в 2016 году в эстафете в составе сборной Тюменской области. Призёр этапа Кубка России (2020), чемпионата федерального округа (2018).
В 2020 году была на просмотре в сборной Белоруссии, но переход не состоялся.